# NGC 1379
NGC 1379 ist eine elliptische Galaxie vom Hubble-Typ E3 im Sternbild Fornax am Südsternhimmel. Sie ist schätzungsweise 54 Millionen Lichtjahre von der Milchstraße entfernt und hat einen Durchmesser von etwa 40.000 Lj. Unter der Katalogbezeichnung FCC 161 ist sie als Mitglied des Fornax-Galaxienhaufens gelistet.
Im selben Himmelsareal befinden sich u. a. die Galaxien NGC 1374, NGC 1375, NGC 1381, NGC 1387.
Das Objekt wurde  am 25. Dezember 1835 von dem britischen Astronomen John Herschel entdeckt.